# 無縁坂

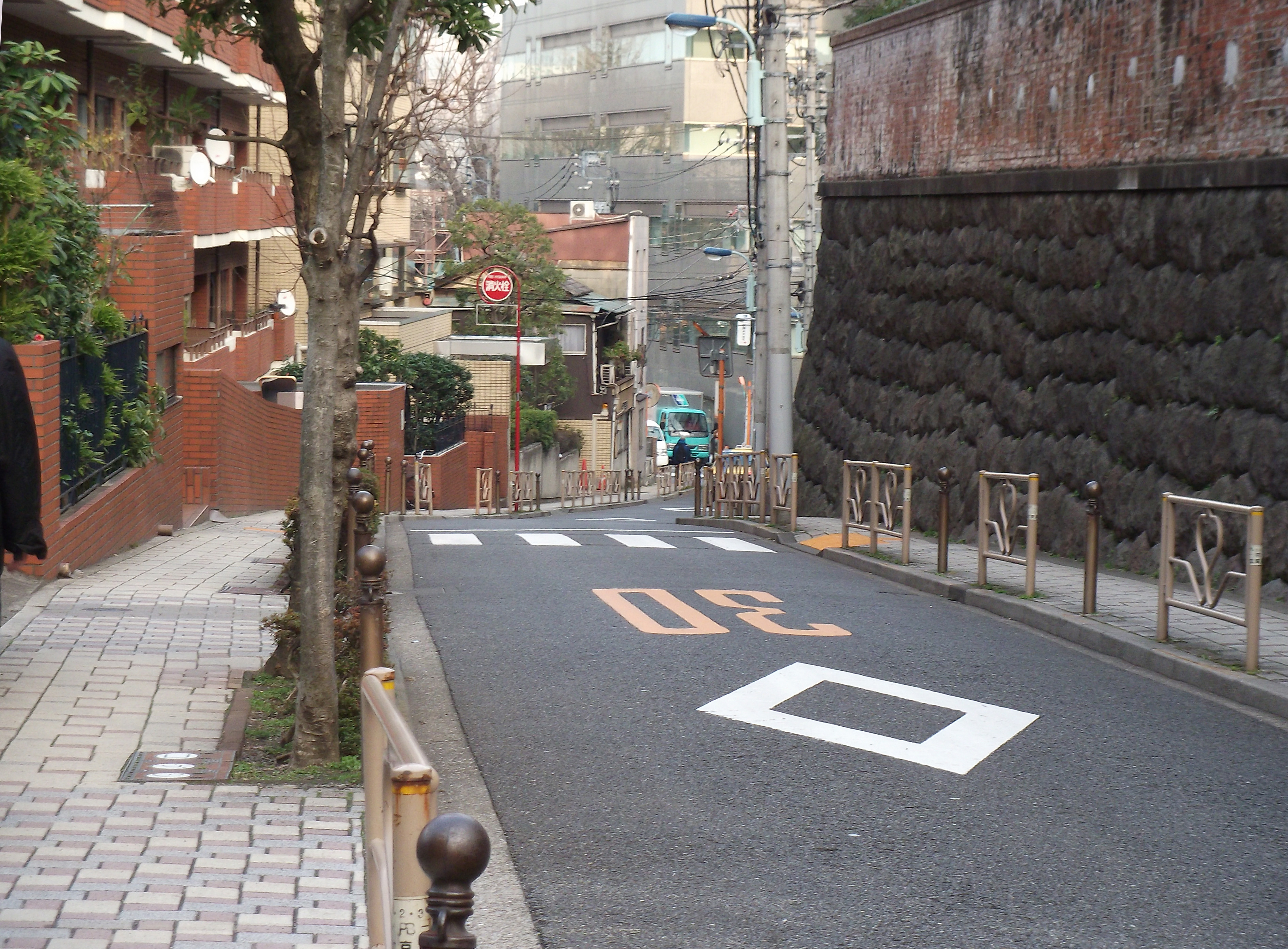
湯島側からの風景

無縁坂（むえんざか）とは東京都台東区池之端1丁目から文京区湯島4丁目に登る坂。不忍池から旧岩崎邸庭園に沿って登り東京大学に突き当たる。

## 由来
坂の傍（そば）に在る無縁寺（現・講安寺）に因み「無縁坂」と命名される。

## 無縁坂が題材である作品
- グレープの曲・無縁坂（作詞・作曲さだまさし）
- 里中満智子「無縁坂」（漫画）